# Zespół Bartsocasa-Papasa
Zespół Bartsocasa-Papasa (zespół płetwistości podkolanowych, typ letalny, ang. Bartsocas-Papas syndrome, popliteal pterygium syndrome, lethal type) – rzadki zespół wad wrodzonych. Zespół opisali Bartsocas i Papas w 1972 roku. Rokowanie jest złe, najdłuższy opisany czas przeżycia dziecka z tym zespołem wad wyniósł 20 miesięcy.